# Tessenow
Tessenow è una frazione del comune tedesco di Ruhner Berge.

## Storia
Il 1º gennaio 2019 il comune di Tessenow venne fuso con i comuni di Marnitz e Suckow, formando il nuovo comune di Ruhner Berge.